# Николай Кащалински
Николай Александрович Кащалински (на руски: Николай Александрович Кашталинский) е руски офицер, генерал от пехотата. Участник в Руско-турската война (1877 – 1878).

## Биография
Николай Кащалински е роден е през 1849 г. в Русия в семейството на потомствен дворянин. Ориентира се към военното поприще. Завършва Павловския кадетски корпус и започва действителна военна служба в 1-ви Гренадирски стрелкови батальон (1869). Участва в Туркестанския поход в състава на 6-и Туркестански линеен батальон (1875).
Участва в Руско-турската война (1877 – 1878). Назначен е закомандир на 5-а рота от 4-та дружина на Българското опълчение. Бие се храбро при отбраната на Шипка и е ранен. Награден с Орден „Свети Владимир“ IV ст., Орден „Света Ана“ II ст. и Орден „Свети Станислав“ II ст. и е повишен във военно звание щабскапитан.
След войната е Кубански и Андийски уезден началник (1879-1887), командир на 1-ва и 2-ра Кавказска туземна стрелкова дружина (1887, 1888) и 204-ти пехотен полк (1889). Повишен е във военно звание генерал-майор от 1899 г. След продължително боледуване е назначен за командир на 1-ва бригада от 33-та пехотна дивизия (1902), 3-та Източно-сибирска бригада (1903) и 3-та Източно-сибирска дивизия (1904).
С дивизията участва в Руско-японската война (1904-1905) Проявява се в битката при Ляндянсан, Ляоян, река Шаха, река Ялу и Мукден. Награден с Орден „Свети Георги“ IV ст. (1905). Командир на 4-ти Армейски корпус (1907) Излиза в оставка с повишение във военно звание генерал от пехотата от 1908 г.
Връща се в армията със започването на Първата световна война. Командир на 28-и и 40-и Армейски корпус. За боевете през май-юни 1916 г. е награден с Орден „Свети Георги“ III ст.
Член на Александровския комитет за ранените войници (1916).